# 580 до н. е.

## Події
Початок правління царя Персії Камбіса I.

## Народились
- Піфагор — давньогрецький філософ.

## Померли
| рік | Це незавершена стаття про рік. Ви можете допомогти проєкту, виправивши або дописавши її. |